# Verdelândia
Verdelândia is een gemeente in de Braziliaanse deelstaat Minas Gerais. De gemeente telt 8.514 inwoners (schatting 2009).

## Aangrenzende gemeenten
De gemeente grenst aan Jaíba, Janaúba, São João da Ponte en Varzelândia.